# Departamento Central de la Policía Federal Argentina (edificio)

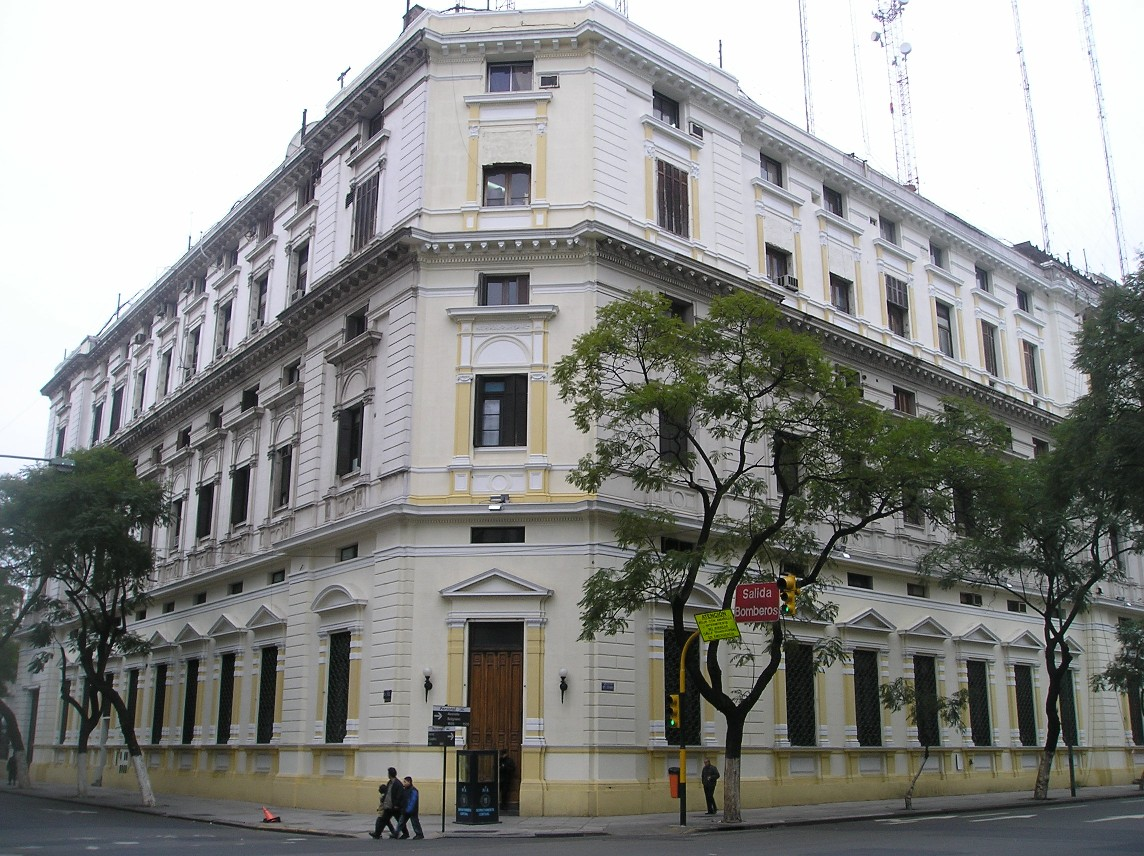
Aspecto actual del edificio, desde la Av. Belgrano

El edificio del Departamento Central de la Policía Federal Argentina es la sede de ese cuerpo policial, situado en el barrio de Monserrat, perteneciente a la comuna 1 de la Ciudad Autónoma de Buenos Aires, Argentina. Es considerado Monumento Histórico Nacional por la Comisión Nacional de Monumentos, de Lugares y de Bienes Históricos.

## Ubicación
Ocupa toda la manzana entre la avenida Belgrano y las calles Moreno, Virrey Cevallos y Presidente Luis Sáenz Peña.

## Estructura
El Departamento Central de la Policía ocupa toda la manzana, exceptuando algunos espacios para estacionamientos y un pequeño patio, con unos 12127.5 m² y 3 pisos sobre la altura de la calle. 
Tiene una gran entrada principal, ricamente ornamentada (sobre la calle Moreno), y otras tres más en cada una de las caras del edificio. y una cara de una virgen grande
El edificio es de un marcado estilo Italianizante. Recientemente, tres de las fachadas de la construcción fueron además pintadas con una combinación de colores pasteles amarillo, blanco y amarillo oscuro, enfátizando el aspecto barroco del mismo. Las cuatro fachadas están fuertemente ornamentadas.
En la entrada de la calle Moreno, una inscripción reza "Departamento de la Policía Federal", acompañado de un emblema en la parte superior del edificio, compuesto de un grupo escultórico: el Escudo Nacional, custodiado por dos figuras femeninas alegóricas que representan: a la derecha, LA LEY llevando un libro con la inscripción "LEX" en su portada, y a la izquierda, la figura que se apoya en una espalda simbolizando a la institución como su brazo armado.
Pueden verse también en distintos lugares imágenes de gallos, animal que representa el escudo de la Policía Federal, dando entender la constante vigilancia.
Dentro del edificio, se encuentra un patio central con una fuente y varias palmeras, lo que le daría el nombre de "Patio de las Palmeras". A su vez, un monumento al primer Jefe de Policía de la capital, Marcos Paz, que fue inaugurado el 9 de mayo de 1914, además de retratos de todos los demás Jefes de Policía de la institución hasta el día presente.
En una de sus esquinas, entre la Av. Belgrano y Virrey Cevallos se encuentra el Patio "Guardia de Infantería" con varios elementos antiguos de la policía o del barrio.

## Historia
Entre 1868 y hasta 1881 son trabajadas las gestiones para la construcción del edificio. Anteriormente, funcionaban en el Cabildo. Finalmente, en 1884 se realizó el contrato con el arquitecto Juan Antonio Buschiazzo, dirigiendo la obra el arquitecto Francisco Tamburini. La sede central de la Policía Federal fue inaugurada el 4 de noviembre de 1888, durante la presidencia de Miguel Juárez Celman.
Con el paso de los años y la necesidad de más espacio que alojara las nuevas dependencias de la Policía con su natural crecimiento, fue necesaria la construcción de más pisos sobre la estructura original. En distintas etapas, entre 1912 y 1945, se fueron sumando más niveles, y en la actualidad el frente del edificio a la Avenida Belgrano posee cinco pisos de altura.
El 31 de octubre de 2018, a cuatro días antes de que se cumplan 130 años de la inauguración del edificio, fue declarado Monumento Histórico Nacional por la Comisión Nacional de Monumentos, de Lugares y de Bienes Históricos, siendo publicado así en el decreto 971/2018 del Boletín Oficial.